# Neobythites soelae
Neobythites soelae är en fiskart som beskrevs av Nielsen 2002. Neobythites soelae ingår i släktet Neobythites och familjen Ophidiidae. Inga underarter finns listade i Catalogue of Life.